# Al-Assa
Al-Assa albo Al-Asa (arab. العسة) – miejscowość w północno-zachodniej Libii, przy granicy z Tunezją, w gminie An-Nukat al-Chams. Na południowy zachód od miast Zuwara i Zaltan.